# Jan Piątkowski

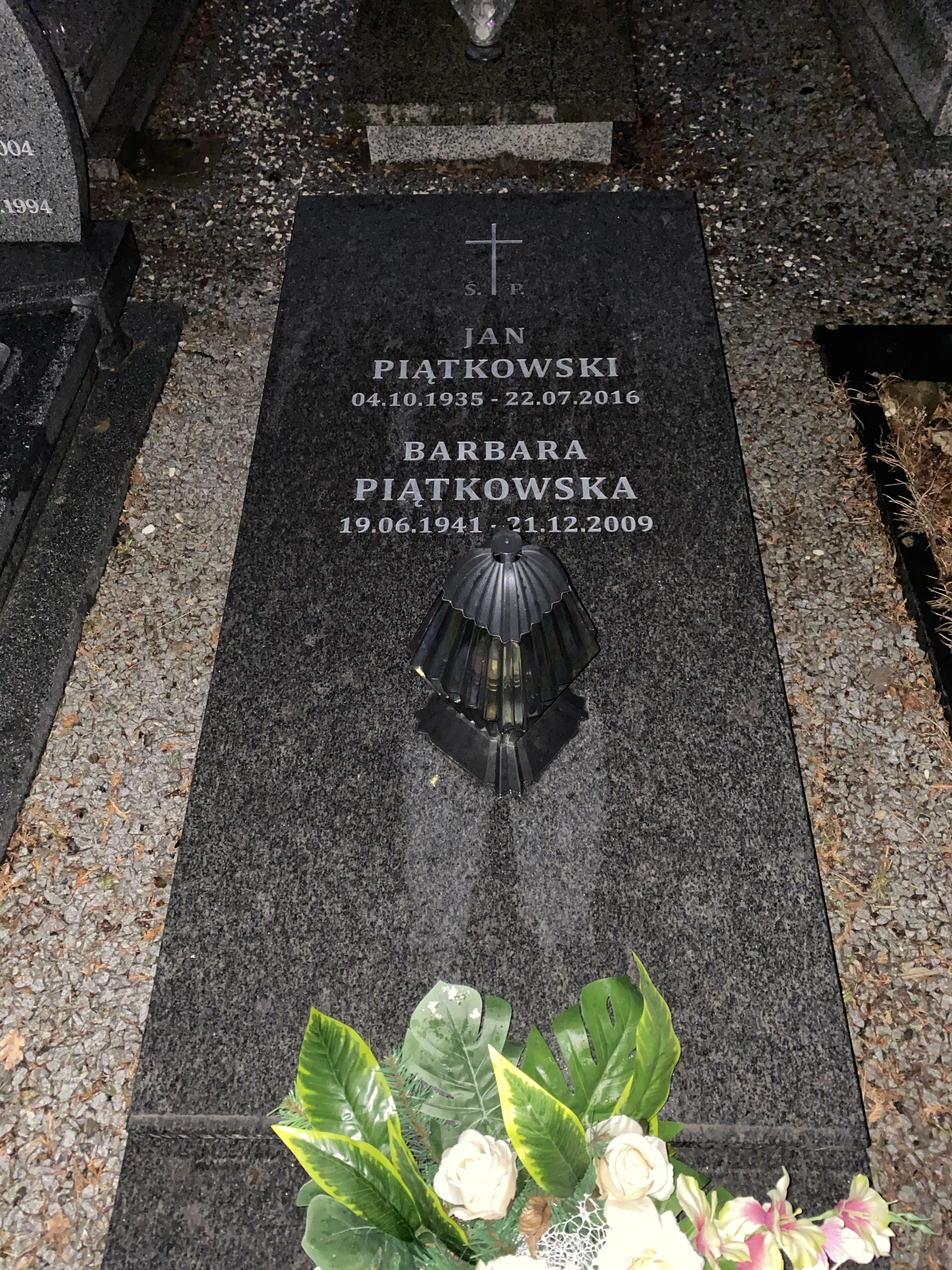
Grób Jana Piątkowskiego na cmentarzu Ducha Świętego we Wrocławiu

Jan Piątkowski (ur. 4 października 1935 w Gnieszowicach, zm. 22 lipca 2016 we Wrocławiu) – polski polityk i prawnik, w 1993 minister sprawiedliwości i prokurator generalny, poseł na Sejm I i III kadencji.

## Życiorys
Syn Józefa i Marianny. W 1963 ukończył studia na Wydziale Prawa Uniwersytetu Wrocławskiego. Pracował początkowo jako prokurator, następnie jako radca prawny i adwokat. W 1980 wstąpił do Niezależnego Samorządnego Związku Zawodowego „Solidarność”. Wchodził w skład prezydium Międzyzakładowego Komitetu Założycielskiego „Solidarność” Ziemi Nyskiej. Był delegatem na I Krajowy Zjazd Delegatów związku. Zaangażował się też w działalność Klubu Inteligencji Katolickiej w Nysie. W stanie wojennym w 1982 został internowany na ponad dwa miesiące. Po zwolnieniu bronił represjonowanych działaczy związkowych w procesach politycznych.
Sprawował mandat posła na Sejm I kadencji z listy Wyborczej Akcji Katolickiej oraz III kadencji z listy Akcji Wyborczej Solidarność, wybranego w okręgach opolskich: nr 10 i nr 30. W okresie od marca do października 1993 pełnił funkcję ministra sprawiedliwości i prokuratora generalnego w rządzie Hanny Suchockiej.
Należał do Zjednoczenia Chrześcijańsko-Narodowego, z którego odszedł w trakcie III kadencji Sejmu. W lipcu 2001 przystąpił do koła parlamentarnego Ruchu Odbudowy Polski. Tworzył „Ludową Akcję Wyborczą”, która nie podjęła faktycznej działalności. W tym samym roku bez powodzenia kandydował do Senatu z własnego komitetu w okręgu opolskim. W kwietniu 2007 został członkiem Ligi Polskich Rodzin i rady politycznej tej partii, w której zasiadał przez pewien okres, a w maju 2015 liderem Stowarzyszenia Chrześcijańsko-Narodowego w województwie opolskim.
Pochowany na cmentarzu Ducha Świętego we Wrocławiu (pole H, rząd 7, grób 5).